# Sébastien Le Grelle
Sébastien Le Grelle (Ottignies, 22 aprile 1974) è un pilota motociclistico belga ritiratosi dall'attività agonistica.

## Carriera
La sua carriera in campo internazionale è iniziata nelle gare del campionato Europeo Velocità dove ha partecipato negli anni dal 1997 al 2000 alla categoria Supersport. Si è classificato undicesimo nel 1998 e ha vinto il titolo nel 1999 in sella ad una Suzuki.
Nel 2000, dopo aver iniziato la stagione nell'europeo, ha avuto la possibilità di esordire nel motomondiale gareggiando nella classe 500 su una Honda NSR 500 V2 del team Tecmas Honda Elf, prendendo il posto di Sébastien Gimbert. Nelle 8 presenze ai gran premi ha raccolto un totale di 7 punti che l'hanno fatto giungere al 20º posto della classifica stagionale.
Nel 2001 è passato a competere nel campionato mondiale Supersport su Honda CBR 600 del team Moto 1 Honda Elf Dholda, ottenendo il 33º posto stagionale; vi ritorna nel 2004 e nel 2005 classificandosi rispettivamente al 40º e al 20º posto. Nel 2005 vince anche la tappa olandese del campionato europeo di categoria.
Le ultime presenze nel mondiale supersport sono del 2006, anno in cui si piazza al 26º posto. Nel 2015 e nel 2017 vince il campionato internazionale di corse su strada nella classe Superbike con una BMW.

## Risultati in gara

### Motomondiale
| 2000 | Classe | Moto  |  |  |  |  |    |    |    |     |    |    |    |    |     |    |  |  | Punti | Pos. |
| ---- | ------ | ----- |  |  |  |  | -- | -- | -- | --- | -- | -- | -- | -- | --- | -- |  |  | ----- | ---- |
| 2000 | 500    | Honda |  |  |  |  | 17 | 14 | 11 | Rit | 18 | NQ | 18 | 18 | Rit | NQ |  |  | 7     | 20º  |

| Legenda | 1º posto        | 2º posto            | 3º posto            | A punti      | Senza punti        | Grassetto – Pole position Corsivo – Giro più veloce |
| Legenda | Gara non valida | Non qual./Non part. | Ritirato/Non class. | Squalificato | '-' Dato non disp. | Grassetto – Pole position Corsivo – Giro più veloce |

### Campionato mondiale Supersport
| 2001 | Moto  |    |    |    |    |    |    |     |    |  |  |  |  | Punti | Pos. |
| ---- | ----- | -- | -- | -- | -- | -- | -- | --- | -- |  |  |  |  | ----- | ---- |
| 2001 | Honda | 24 | 17 | 15 | 15 | 22 | 16 | Rit | 23 |  |  |  |  | 2     | 33º  |

| 2004 | Moto  |    |  |  |  |    |    |    |    |    |     |  |  | Punti | Pos. |
| ---- | ----- | -- |  |  |  | -- | -- | -- | -- | -- | --- |  |  | ----- | ---- |
| 2004 | Honda | 16 |  |  |  | 15 | 14 | 17 | 19 | 17 | Rit |  |  | 3     | 40º  |

| 2005 | Moto  |  |  |    |    |    |  |    |    |  |  |  |  | Punti | Pos. |
| ---- | ----- |  |  | -- | -- | -- |  | -- | -- |  |  |  |  | ----- | ---- |
| 2005 | Honda |  |  | 13 | 10 | 11 |  | 15 | 17 |  |  |  |  | 15    | 20º  |

| 2006 | Moto  |    |    |    |     |     |    |     |    |    |     |  |  | Punti | Pos. |
| ---- | ----- | -- | -- | -- | --- | --- | -- | --- | -- | -- | --- |  |  | ----- | ---- |
| 2006 | Honda | 11 | 11 | 14 | Rit | Rit | 21 | Rit | NP | 12 | Rit |  |  | 16    | 26º  |

| Legenda | 1º posto        | 2º posto            | 3º posto           | A punti      | Senza punti        | Grassetto – Pole position Corsivo – Giro più veloce |
| Legenda | Gara non valida | Non qual./Non part. | Ritirato/Non class | Squalificato | '-' Dato non disp. | Grassetto – Pole position Corsivo – Giro più veloce |